# Cordeweener
Cordeweener & Cie. was een bedrijf in 's-Hertogenbosch dat oleomargarine en stearine vervaardigde.

## Geschiedenis
De gebroeders J. en W. Cordeweener bezaten een machinefabriek. Hun zwager, Jules Peters, bezocht in 1871 in Parijs de uitvinder van de margarine, Hippolyte Mège-Mouriès, en verkreeg een monster kunstboter. Deze toonde het aan de gebroeders Cordeweener welke op hun beurt Jan Jurgens informeerden. Enkele maanden later trokken Peters, de gebroeders Cordeweener en Jurgens naar Parijs en kochten het recept van de margarine. Al in 1872 liet een partner van Jurgens twee fabrieken in Groot-Brittannië dierlijke vetten, vooral van schapen en runderen, afkomstig van Britse slachterijen, zuiveren en verschepen naar 's-Hertogenbosch. Daar werd in de fabriek van Cordeweener het vet gescheiden in oleomargarine en stearine.
Na drie jaar vertrok de fabriek uit 's-Hertogenbosch. Voor Jurgens was het, gezien de beperkte aanvoermogelijkheid van dierlijke vetten, een te kleine producent geworden. De fabriek vertrok naar België en werd in de nabijheid van een grote vetsmelterij gevestigd. Niet veel later kwam er een verwijdering tussen Jurgens en Cordeweener tot stand.